# Томашевич, Дмитрий Людвигович
Дмитрий Людвигович Томашевич (27 сентября [9 октября] 1899, Ракитное, Киевская губерния — 7 августа 1974, Москва) — советский авиаконструктор, доктор технических наук (1961).

## Биография
Уроженец местечка Ракитно Киевской губернии, из дворян, по национальности литовец.
В 1921 году поступил на паровозостроительное отделение Киевского политехнического института. В период учёбы участвовал в создании планеров, самолёта К-1 конструктора Калинина.
С 1926 года работал на авиаремонтном заводе № 43, где по его проекту был построен самолёт КПИР-5. В 1929 году получил назначение на должность начальника сектора в Промвоздух, руководил заводами в Авиатресте. С 1931 года — на заводе № 39, работал в конструкторской бригаде Н. Н. Поликарпова, участвовал в разработке самолётов И-15, И-16, в 1936 году назначен на должность заместителя Поликарпова.
Будучи главным конструктором истребителя И-180, после аварии, в которой погиб В. П. Чкалов, был арестован. Находясь в заключении, работал в ЦКБ-29 над проектами «110» и «Пегас», а также над системами управления самолётов Пе-2, Ту-2, «102».
В 1943 году получил назначение в ОКБ-23, затем вновь работал в ОКБ Поликарпова.
Под руководством Челомея работал над крылатыми ракетами. В 1947 году перешёл в Военно-воздушную инженерную академию имени профессора Н. Е. Жуковского. Участвовал в разработках на основе трофейной немецкой техники (Хеншель-293). За создание летающей лаборатории «Комета» в 1953 году был удостоен Сталинской премии.
Впоследствии сочетал преподавательскую должность в МАИ и работу в КБ-1.
Умер в 1974 году. Похоронен на Введенском кладбище (29 уч.).

## Награды
- Орден Трудового Красного Знамени (1945)
- Сталинская премия (1953)
- Государственная премия (1969)